# Dorette (Saint-Alyre)
Pour les articles homonymes, voir Dorette.
La Dorette est un ruisseau français qui coule dans le département du Puy-de-Dôme. Il prend sa source dans les monts du Livradois et se jette dans la Dore près de Saint-Alyre-d'Arlanc. C'est donc un sous-affluent de la Loire par la Dore, puis par l'Allier. La totalité de son bassin versant fait partie du parc naturel régional Livradois-Forez.

## Géographie
La Dorette prend son nom peu avant le village de Saint-Alyre-d'Arlanc. C’est la réunion de plusieurs ruisseaux : 
- le ruisseau de Saint-Alyre qui prend sa source au lieu-dit « Charlette-Haute » à 1 020 m d’altitude et garde une orientation Sud-Nord ;
- le ruisseau de Binbin près du village de Pallayes (commune de Cistrières).

### Affluents
- Dorette (Saint-Alyre)
  - Ruisseau de Saint-Alyre
  - Ruisseau de Nerneuf
  - Ruisseau de Trémoulet

## Communes traversées
D'amont en aval, la rivière traverse les communes suivantes, toutes situées dans le département du Puy-de-Dôme : 
- Cistrières
- La Chapelle-Geneste
- Saint-Alyre-d'Arlanc
- Saint-Sauveur-la-Sagne.